# Битва на Ніжатиній ниві
Би́тва на Ніжа́тиній ни́ві (битва на Нежа́тиній ни́ві) — битва, що відбулася 3 жовтня 1078 року на полі Ніжатина нива між військами руських князів великого князя київського Ізяслава Ярославича, його сина, вишгородського князя Ярополка Ізяславича, та чернігівського князя Всеволода Ярославича, його сина, смоленського князя Володимира Мономаха з одного боку, і Олега Святославича і Бориса В'ячеславича у союзі з половецьким військом і тмутороканським князем Романом Святославичем — з іншого.
Напередодні битви військо Ізяслава і Всеволода штурмувало Чернігів, мешканці якого підтримали Олега, й здобули окольне місто. Після цього обидві сили зійшлися у відкритому бою, який завершився перемогою Ярославичів. У ході битви загинули князі Ізяслав та Борис.

## Передумови

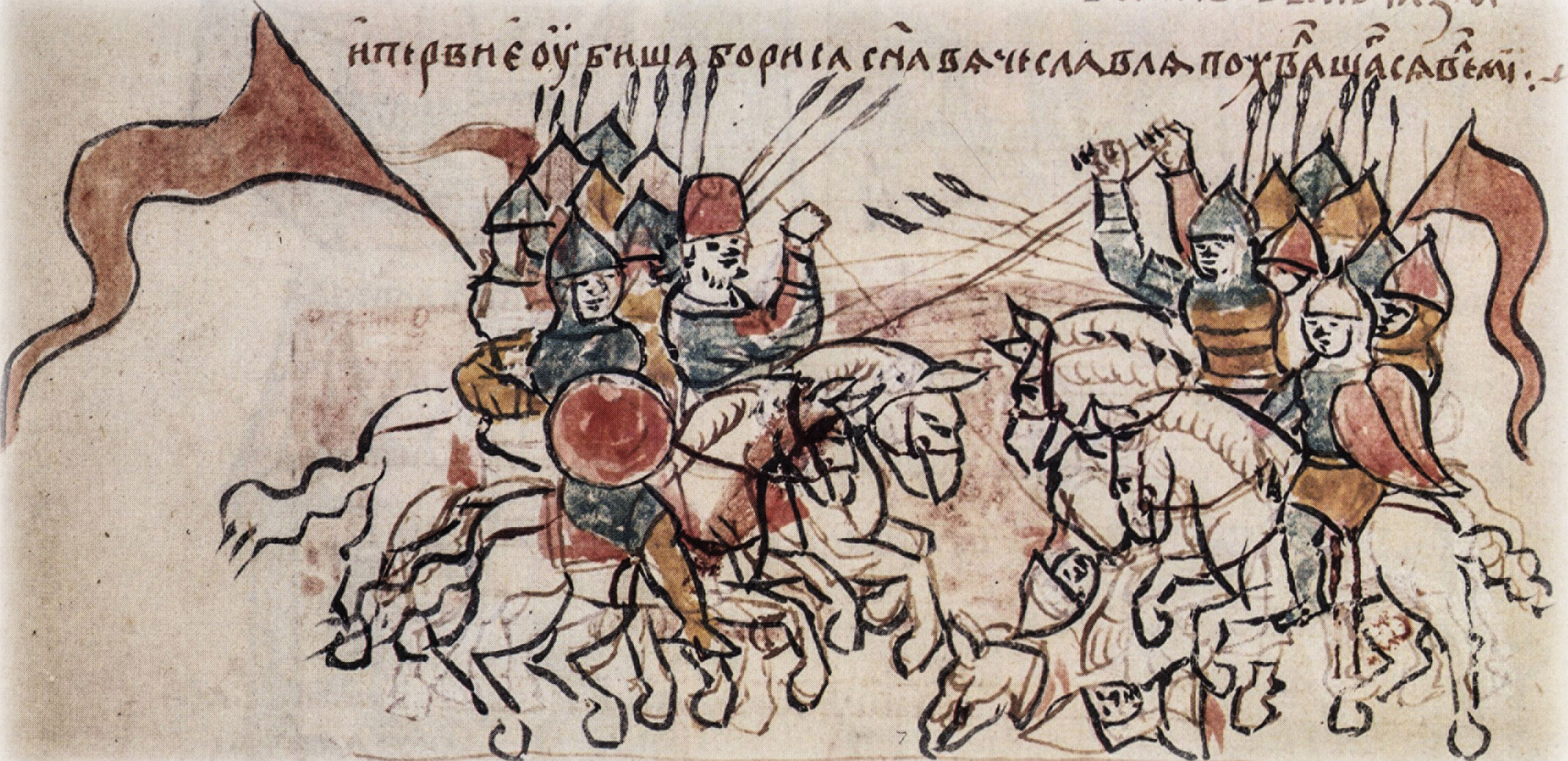
Битва на Ніжатиній ниві (Радзивіллівський літопис)

Князі Олег Святославич і Борис В'ячеславич вважали себе обділеними старшими Ярославичами: перший претендував на Чернігів, другий — на Смоленськ. Боротьба спалахнула навколо Чернігова, вотчини Олега Святославича, яка на час конфлікту належала його дядькові — Всеволоду Ярославичу. Підтримувані тмутороканським князем Романом Святославичем, Олег і Борис уклали союз із половцями і рушили на Русь. Чернігівський князь Всеволод виступив проти них, але 25 серпня 1078 року зазнав нищівної поразки в битві на Сожиці. Після перемоги князів-ізгоїв чернігівці прийняли сторону Олега, а битий Всеволод поспішив до Києва, де закликав свого брата Ізяслава Ярославича допомогти у війні.
| Іпатський літопис |  | Переклад |
| --- |  | --- |
| Всеволодъ же приде къ брату своему . Изѧслѧву Къıеву . и цѣловавшас̑ . сѣдоста . Всеволодъ же исповѣда ему . все бъıвшеѥ . ї реч̑ ему Изѧславъ брате не тужи . видиши бо колко сѧ мнѣ сключи зла . первое бо не выгнаша ли мене . и имѣнье мое разграбиша . и паки кую вину створилъ есмь . не изгнаста ли въı мене брата своӕ . и не блудих̑ ли по чюжимъ землѧмъ . имѣньӕ лишенъ бъıхъ . не створи зла ничто же . ї нынѣ брат̑ не туживѣ . аще будеть на причастъе в Роускои землѣ . то ѡбѣма . аще лишена . будевѣ то ѡбѣма . ӕзъ сложу главу свою за тѧ . и се рекъ втишѣ Всеволода . и повел̑ збирати воӕ . ѿ мала до велика . |  | Всеволод же прийшов до брата свого Ізяслава в Київ, і, поцілувавшись, сіли вони обоє, і розповів йому Всеволод усе, що сталося. І сказав йому Ізяслав: «Брате, не тужи. Ти ж бачиш, скільки мені приключилося лиха? Спершу бо чи не вигнали мене і майно моє [чи не] розграбували? А яку потім я вину вчинив? А чи не вигнали ви мене, оба брати мої? І чи не блукав я по чужих землях і майна [не] був позбавлений, хоч не зробив я ніякого ж зла? І нині, брате, не тужімо. Якщо буде нам частка в Руській землі — то обом, якщо позбавлені будемо — то обидва. Я зложу голову свою за тебе». І, це сказавши, утішив він Всеволода, і повелів збирати воїв од малого до великого. |

## Хід
У вересні 1078 року Ізяслав Ярославич з сином Ярополоком, і Всеволод Ярославич із сином Володимиром Мономахом підійшли до Чернігова. Їхні війська складалися з київських, переяславських, волинських і смоленських полків. За відсутності Олега й Бориса чернігівці відмовилися здаватися і зачинилися у місті. Тоді Ярославичі розпочали штурм Чернігова, під час якого Володимир Мономах здобув Східні міські ворота. Коли нападники захопили і випалили посад, чернігівці втекли до дитинця.
| Іпатський літопис |  | Переклад |
| --- |  | --- |
| и поиде Изѧславъ сь Ӕрополкомь сн҃омь своимь . и Всеволодъ с Володимером̑ сн҃мь своимь . и поидоша к Чернигову . и Черниговцѣ затворишас̑ оу градѣ . Ѡлегъ же и Борисъ бѧшета в Черниговѣ . Чернѣговцемь же не ѡтворѧщимсѧ . приступиша ко граду . Володимеръ же приступи къ вратом̑ въсточнъıмъ . ѿ Стръжене . ı ѡтѧ врата . ї взѧша градъ . ѡколнии . ї пожгоша ѡгнемь . людемъ въıбѣгшимъ во дн҃ешнии город̑ . |  | І рушив Ізяслав з Ярополком, сином своїм, а Всеволод із Володимиром, сином своїм, і пішли вони до Чернігова. А чернігівці заперлися в городі. Олега ж і Бориса не було в Чернігові. Оскільки ж чернігівці не одчинилися, [війська] пішли приступом до города, і Володимир підійшов до Східних воріт од [річки] Стрижені і захопив ворота. І взяли вони окольний город, і спалили вогнем, а люди втекли у внутрішній город. |

На допомогу обложеним чернігівцям виступили Олег із Борисом. Довідавшись про це, Ізяслав і Всеволод Ярославичі удвох полишили Чернігів й рушили перехопити противників. Ярославичі мали чисельну перевагу над князями-ізгоями, тому Олег хотів розпочати із переговори, надіславши послів. Проте Борис відмовився від перемовин і прагнув бою. 3 жовтня 1078 року обидва війська зійшлися в місцевості Ніжатна Нива, де відбулася кривава битва. На початку бою загинув князь-ізгой Борис В'ячеславич. Київський князь Ізяслав Ярославич, що бився пішим, дістав смертельного удару в плече від ворожого вершника. Незважаючи на це битва тривала; урешті-решт руські війська зломили невелику дружину Олега і половців. Сам Олег ледве врятувався втечею і подався до брата Романа в Тмуторокань. Чернігівці, дізнавшись про перемогу Ярославичів, здали місто.
| Іпатський літопис |  | Переклад |
| --- |  | --- |
| Їзѧслав же и Всеволодъ . слъıшаста ӕко иде Ѡлегъ и Борисъ противу . Ізѧслав же и Всеволодъ оурѧнивсѧ поидоста ѿ града противу Ѡлговѣ . ї реч̑ Ѡлегъ к Борисовѣ . не ходиви противоу . не можевѣ стати противу чотъıрем̑ кн҃земь . но пошливѣ с молбою къ строема своїма . ї реч̑ ему Борисъ . тъı зри готова . ӕзъ имъ противен̑ всимъ . и похваливсѧ велми . не вѣды ӕко Бъ҃ гордъıмъ противитсѧ . смѣренъıм же блгд̑ть даеть . ї да не похвалитсѧ силнъı силою своею . и поидоста протївоу . ї бъıвшимъ им̑ на мѣсьтѣ на Нѣжатини нивѣ и совокупившимъсѧ ѡбоимъ . бъıс̑ сѣча зла . и пѣрвое оубıша Бориса сн҃а Вѧчеславлѧ. похвалившас̑ велми. Изѧславу стоӕщю в пѣсцѣхъ . оунезапу приѣхавъ ѡди . оудари копьемь за плеча . и тако оубьенъ бъıс̑ . Изѧславь сн҃ъ Ӕрославль . предолженѣж̑ бъıвшѣ сѣчѣ . побѣже Ѡлегъ в малѣ дружинı . едва втече . и бѣжа Тмютороканю . оубьенъ бъıс̑ кн҃зь Изѧславъ . мц҃ѧ ѡктѧб̑ въ . г҃ . дн҃ь . |  | Ізяслав тим часом і Всеволод почули, що проти [них] іде Олег і Борис. Отож Ізяслав і Всеволод, упередивши, пішли удвох од города насупроти Олегові. І сказав Олег Борисові: «Не ходімо супроти [них]. Не можемо ми двоє стати проти чотирьох князів. Пошлім-но з просьбою до обох стриїв своїх». І сказав йому Борис: «Ти дивись, я готов. Я їм противник усім». І, нахвалившись вельми, не знав він, що «бог гордим противиться, а смиренним благодать дає» і «хай не хвалиться сильний силою своєю». І пішли [війська одне одному] насупроти. І коли були вони на містині коло села [Гуричева] на Нежатиній ниві і зійшлися обидва, то сталася січа люта. І спершу вбили Бориса, сина Вячеславового, що нахвалився вельми. А Ізяслав стояв у піших рядах, [і] один [воїн], зненацька під’їхавши, ударив його списом у плечі, і так убитий був Ізяслав, син Ярославів. Січа ж продовжувалася, [і] побіг Олег з невеликою дружиною, і ледве втік. І подався він до Тмутороканя. Убитий був князь Ізяслав місяця жовтня у третій день. |

## Наслідки
Після битви тіло Ізяслава Ярославича відправили до Києва, де урочисто поховали у Десятинній церкві. Всеволод Ярославич зайняв місце убитого брата — великокняжий престол у Києві, а Чернігів з князівством віддав своєму синові Володимиру. Олег Святославич перебував у Тмуторокані до 1079 року, але після смерті брата Романа, тмутороканського князя був арештований й засланий до Візнатії. 1094 року він повернувся на Русь й знову очолив боротьбу Святославичів за Чернігівську землю.